# Nereis corallina
Nereis corallina är en ringmaskart som beskrevs av Johan Gustaf Hjalmar Kinberg 1866. Nereis corallina ingår i släktet Nereis och familjen Nereididae. Inga underarter finns listade i Catalogue of Life.